# 4063 Euforbo

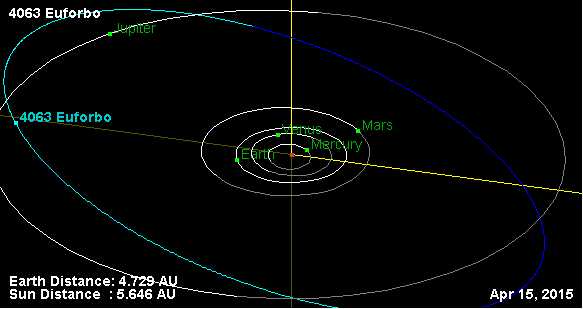

4063 Euforbo è un asteroide troiano di Giove del campo greco del diametro medio di circa 102,46 km. Scoperto nel 1989, presenta un'orbita caratterizzata da un semiasse maggiore pari a 5,1849719 UA e da un'eccentricità di 0,1177055, inclinata di 18,94071° rispetto all'eclittica.
L'asteroide è dedicato a Euforbo, il soldato troiano che inflisse la prima ferita a Patroclo. Trattandosi di un eroe troiano, il suo nome non avrebbe dovuto essere usato per un asteroide nel campo greco di Giove, tuttavia il Minor Planet Center commise un errore al momento della denominazione indicando Euforbo come eroe greco.